# النزلة المستجدة
قرية النزلة المستجدة هي إحدى القرى التابعة لمركز ساحل سليم في محافظة أسيوط في جمهورية مصر العربية.

## السكان
حسب إحصاءات سنة 2006، بلغ إجمالي السكان في النزلة المستجدة 4766 نسمة، منهم 2348 رجل و2418 امرأة.